# 尾高・宮沢論争
尾高・宮沢論争（おだか・みやざわろんそう）は1947年（昭和22年）から1949年（昭和24年）にかけて、東京大学教授で法哲学者である尾高朝雄と、同じく東京大学教授で憲法学者の宮沢俊義の間で行われた論争。日本国憲法の制定に伴って生じた国体論争の一つであるが、本論争は日本国憲法下における主権の所在に関する論争であると位置づけられる。
大日本帝国憲法では天皇が日本の統治権者であったのに対し、日本国憲法は象徴天皇制と国民主権を採用している。この変革につき、尾高は、与えられた具体的な条件の下でできるだけ多くの人々の福祉をできるだけ公平に実現しなければならないという筋道、すなわちノモス（社会制度上の道徳）に従った政治をしなければならず、主権が国政のあり方を決定するものであれば、主権はノモスに存在しなければならないとして、天皇主権であっても国民主権であってもノモスの主権は変わらないとして、象徴天皇制と国民主権の調和を図った。
これに対し宮沢は、国政のあり方を最終的に決める力を主権として捉えるのであれば、それを最終的に決める力を持つ具体的人間は誰なのかという問題（君主に主権があるのか、国民に主権があるのかという問題）、仮にノモス主権が承認されたとしてもノモスの具体的な内容を決めるのは誰なのかという問題が残り、ノモス主権説は主権の所在に関する回答になっていないと主張した。
尾高・宮沢論争も含め、日本国憲法制定時における国体論争は、そもそも国体という概念をどのような意味で用いるかにつき論者によって異なり、いわば定義の問題と評価することも可能である。また、尾高・宮沢両者の考え方の対立は、主権という概念の捉え方の対立、旧憲法から現憲法への移行の連続性を重視するか変化を重視するかについての対立であり、単に見方が違うだけという評価も可能である。もっとも、主権の所在という観点からすれば、尾高説によればどのような政変があっても主権の所在は不変ということになり、政治の根本原理の変化を包み隠すものであるとして、宮沢説が通説化した。実際、尾高自身、論争の口火を切った「国民主権と天皇制」において、純粋の法理論からいえば日本国憲法の制定により国体が変革されたことはほとんど不可避の結論であるとしている。
なお、宮沢説によっても、そもそも主権を制約する原理があるのではないかという問題は残る（尾高説は、この問題に対する回答とも評価できる。）が、この問題は現在では少なくとも主権の所在に関する問題とは捉えられていない。

## 文献情報
- 渡辺良二「「国民主権」論の検討(1)」『彦根論叢』第175-176号、滋賀大学経済学会、1975年11月、113-131頁、ISSN 03875989、NAID 110004521086。
- 渡辺良二「「国民主権」論の検討(2・完)」『彦根論叢』第179号、滋賀大学経済学会、1976年6月、91-108頁、ISSN 03875989、NAID 110004521104。
- （参考）司法試験（旧司法試験）平成20年度第2次試験･短答式試験問題（第6問）（正答）
- 村岡到「<ノモス>を追求する意義--「尾高・宮沢論争」に学ぶ」『カオスとロゴス』第20号、ロゴス社、2001年10月、58-91頁、NAID 40005089249。